# De Put (restaurant)
De Put was een restaurant gevestigd in het inmiddels gesloopte Strandhotel in Vlissingen in Nederland. Het had een Michelinster in 1964 en 1965. Het restaurant moest in 1974 sluiten als gevolg van verzwaring van de zeedijk.
Chef-kok in de periode van de Michelinster was Willem Vader.